# Gira La esquina del infinito
Es la quinta gira que realizó la banda argentina de Hard Rock La Renga, aquella que comenzó el 13 de octubre del 2000 y terminó el 2 de septiembre de 2001. Dicha gira fue realizada para promocionar el disco La esquina del infinito, aquel que fue lanzado el 11 de agosto de ese mismo año y fue presentado con dos fechas en el estadio de Ferro y con fechas en el interior. Cabe destacar la participación de Ricardo Mollo en la interpretación de En pie en los dos conciertos brindados en el escenario del barrio de Caballito. Lo más importante de esta gira fue la grabación del segundo disco en vivo, titulado Insoportablemente vivo y lanzado el 13 de septiembre de 2001, a 11 días de su concierto en el estadio Polideportivo de Gimnasia. El mencionado disco fue grabado el 19 de mayo de 2001 en el estadio de Huracán.

## Lanzamiento del disco y gira

### 2000
El 11 de agosto del 2000 sale La esquina del infinito, grabado entre mayo y junio, que fue producido por el líder de Divididos Ricardo Mollo. Consta de 11 temas. 9 son escritos por Gustavo Nápoli, uno pertenece a Manu Varela y el otro es un cóver de Neil Young. Su título proviene del tema La vida, las mismas calles. El disco fue presentado oficialmente con dos fechas en el estadio de Ferro y con fechas en el interior, que son las siguientes: Tucumán (17 de noviembre), Paraná (2 de diciembre) y Córdoba (9 de diciembre). El grupo, por otro lado, no tocaba de manera propia en el barrio porteño de Caballito desde el frío invierno de 1996, cuando brindaron un triplete en el Microestadio de Ferro, en el marco de la despedida de su segundo álbum A donde me lleva la vida, con tres funciones el viernes 5, sábado 6 y domingo 7 de julio de 1996. El estadio de Ferro se convierte en el tercer estadio de fútbol que la banda visita en Buenos Aires después del estadio de Atlanta y el estadio de Huracán.

### 2001
Abren el año 2001 tocando en Santa Fe y Villa Gesell. En abril, la banda se presenta en San Juan, Cemento y el Club Paraguayo. En mayo llegan nuevamente al estadio de Huracán para la grabación de su segundo disco en vivo, titulado Insoportablemente vivo. Además, el recital fue la presentación de La esquina del infinito, publicado el año anterior. El concierto corrió serios riesgos de ser suspendido a causa de que a los artistas se les quería aplicar el 21% del IVA. Sin embargo, la medida se levantó y el concierto se desarrolló con total normalidad. Allí tocaron dos canciones de las primeras épocas de la banda: Un tiempo fuera de casa y Oportunidad oportuna. Esta gira recorrió todo el país. Los días 31 de agosto, 1 y 2 de septiembre se presentan en el estadio Polideportivo de Gimnasia, donde habían tocado en junio del '97 en la presentación de su tercer disco de estudio en dos funciones.

## Setlist
Representa el banquete en Ferro del 13 de octubre de 2000
1. "Panic show"
2. "Motoralmaisangre"
3. "Cuándo vendrán"
4. "Bien alto"
5. "Al que he sangrado"
6. "El terco"
7. "Lo frágil de la locura"
8. "En el baldío"
9. "Cuando estés acá"
10. "El cielo del desengaño"
11. "En pie"
12. "El twist del pibe"
13. "La vida, las mismas calles"
14. "Arte infernal"
15. "Negra es mi alma, negro mi corazón"
16. "El revelde"
17. "Veneno"
18. "Balada del diablo y la muerte"
19. "El rito de los corazones sangrando"
20. "Voy a bailar a la nave del olvido"
21. "Somos los mismos de siempre"
22. "Ser yo"
23. "El rey de la triste felicidad"
24. "El final es en donde partí"
25. "Estalla"
26. "Hey Hey, My My (Into the Black)"
27. "Hablando de la libertad"

## Conciertos
| Fecha                   | Ciudad             | País      | Recinto                          |
| ----------------------- | ------------------ | --------- | -------------------------------- |
| América del Sur         |                    |           |                                  |
| 13 de octubre de 2000   | Buenos Aires       | Argentina | Estadio Ferro Carril Oeste       |
| 14 de octubre de 2000   | Buenos Aires       | Argentina | Estadio Ferro Carril Oeste       |
| 17 de noviembre de 2000 | Tucumán            | Argentina | Club Floresta                    |
| 2 de diciembre de 2000  | Paraná             | Argentina | Club Echagüe                     |
| 9 de diciembre de 2000  | Córdoba            | Argentina | Pajas Blancas Center             |
| 28 de diciembre de 2000 | Buenos Aires       | Argentina | El Marquee                       |
| 13 de enero de 2001     | El Trébol          | Argentina | Club El Expreso                  |
| 20 de enero de 2001     | Villa Gesell       | Argentina | Autocine                         |
| 7 de abril de 2001      | San Juan           | Argentina | Club Sportivo Desamparados       |
| 17 de abril de 2001     | Buenos Aires       | Argentina | Cemento                          |
| 27 de abril de 2001     | Buenos Aires       | Argentina | Club Paraguayo                   |
| 19 de mayo de 2001      | Buenos Aires       | Argentina | Estadio Huracán                  |
| 26 de mayo de 2001      | Comodoro Rivadavia | Argentina | Club Ingeniero Huergo            |
| 30 de junio de 2001     | Neuquén            | Argentina | Estadio Ruca Che                 |
| 2 de agosto de 2001     | Colegiales         | Argentina | El Teatro                        |
| 21 de agosto de 2001    | Almagro            | Argentina | IMPA                             |
| 22 de agosto de 2001    | Buenos Aires       | Argentina | Cemento                          |
| 31 de agosto de 2001    | La Plata           | Argentina | Polideportivo Gimnasia y Esgrima |
| 1 de septiembre de 2001 | La Plata           | Argentina | Polideportivo Gimnasia y Esgrima |
| 2 de septiembre de 2001 | La Plata           | Argentina | Polideportivo Gimnasia y Esgrima |

## Formación
- Gustavo "Chizzo" Nápoli - Voz y guitarra eléctrica (1988-Presente)
- Gabriel "Tete" Iglesias - Bajo (1988-Presente)
- Jorge "Tanque Iglesias - Batería (1988-Presente)
- Manuel "Manu" Varela - Saxo, teclados y armónica (1994-Presente)
- Gabriel "Chiflo" Sánchez - Saxo (1991-2008)

## Invitados
- Pablo Mantinián - Teclados en los shows en Ferro y Huracán
- Leopoldo Janín - Saxo en el concierto en Huracán
- Juan Cruz Fernández - Saxo en el concierto en Huracán
- Ricardo Mollo - Guitarra en los shows en Ferro y Huracán
- Pappo - Guitarra en el show en Huracán
- Dmitry Rodnoy - Violín en el concierto en Ferro
- Javier Casalla - Violín en el concierto en Ferro
- Sebastián "Seba" Fernández - Guitarra en el concierto en Ferro

## Curiosidades
En el segundo banquete en Ferro, realizado el 14 de octubre de 2000, el viento voló las pantallas del estadio.
Al igual que en el concierto del 19 de mayo de 2001 en Huracán, montaron en La Plata el mismo telón desgastado que se usó aquella vez.